# 싱어송라이터 목록
자신의 음악 자료를 작사, 작곡, 연주하는 싱어송라이터 목록이다. 이 목록은 싱어송라이터로 분류된 아티스트와 장르와 관련된 정의에 속하지 않는 아티스트를 구별하기 위해 두 섹션으로 나뉜다.

## 전통적인 싱어송라이터
이 목록에는 전통적인 싱어송라이터 접근 방식으로 녹음하고 연주하는 사람들이 나열되어 있다. 이들 연주자들은 자신만의 곡을 쓰고, 기타나 키보드를 반주하며, 일반적으로 솔로 또는 제한적이고 절제된 반주로 연주하며, 연주 능력 못지않게 작곡 기술로도 잘 알려져 있다.

### 아르헨티나
- 마르첼로 알바레스
- 아벨 발보
- 헤르만 부르고스
- 파쿤도 카브랄
- 찰리 가르시아
- 카를로스 가르델
- 루이사나 로필라토
- 에밀리아 메르네스
- 루이스 알베르토 스피네타
- 마르티나 스토셀
- 디에고 토레스
- 아타우알파 유판키

### 오스트레일리아
- 티나 아레나
- 지미 반스
- 세라 블라스코
- 닉 케이브
- 리키리 콜터
- 존 파넘
- 델타 굿럼
- 대런 헤이스
- 미시 히긴스
- 재리드 제임스
- 제시카 모보이
- 케이트 밀러하이드키
- 팀 민친
- 올리비아 뉴턴존
- 파울리니
- 가이 서배스천
- 시아 (가수)
- 트로이 시반
- 빌리 소프
- 메건 워싱턴
- 달린 첵

### 오스트리아
- 안드레 헬러
- 우도 위르겐스

### 바바도스
- 루피

### 벨기에
- 자크 브렐
- 라라 파비앙
- 셀라 수
- 스트로마이

### 브라질
- 조르지 벵 조르
- 치코 부아르케
- 호베르투 카를루스 (가수)
- 파울라 페르난지스
- 지우베르투 지우
- 주앙 지우베르투
- 안토니우 카를루스 조빙
- 안토니우 카를루스 조빙
- 비니시우스 지 모라이스
- 산지 레아 리마
- 루앙 산타나
- 카에타누 벨로주
- 슈샤 (연예인)
- 아니타 (가수)

### 캄보디아
- 신 시사무트

### 캐나다
- 브라이언 애덤스
- 폴 앵카
- 잰 아든
- 테닐 아츠
- 탤 배크먼
- 저스틴 비버
- 마이클 부블레
- 알레시아 카라
- 레너드 코언
- 맥 더마코
- 피피 돕슨
- 드레이크 (음악가)
- 라라 파비앙
- 파이스트
- 넬리 퍼타도
- 가루 (가수)
- 테리 잭스
- 칼리 레이 젭슨
- 스티브 조크즈
- 앨릭스 존슨
- 샹탈 크레비아주크
- K.d. 랭
- 에이브릴 라빈
- 고든 라이트풋
- 로리나 매케닛
- 세라 매클라클런
- 숀 멘데스
- 조니 미첼
- 앨러니스 모리세트
- 메리 마가렛 오하라
- 로비 로버트슨
- 스탠 로저스
- 버피 세인트 마리
- 드루 실리
- 테건 앤드 세라
- 샤니아 트웨인
- 마사 웨인라이트
- 루퍼스 웨인라이트
- 위켄드 (가수)
- 닐 영

### 칠레
- 빅토르 하라
- 몬 라페르테
- 하비에라 메나
- 비올레타 파라
- 프란시스카 발렌수엘라

### 콜롬비아
- J 발빈
- 디오메데스 디아즈
- 후아네스
- 말루마
- 호르헤 오냐테
- 샤키라

### 쿠바
- 카밀라 카베요
- 파블로 밀라네스
- 실비오 로드리게스

### 체코
- 마르케타 이르글로바

### 덴마크
- 티나 디코
- 마리 키
- 나나 뤼데르스 옌센
- 아네 리네트
- 안네 도르테 미켈센
- 솔루나 사마이
- 토미 세바크

### 도미니카 공화국
- 후안 루이스 게라

### 이집트
- 아므르 디압
- 셰린
- 카르멘 술레이만

### 파로 제도
- 구드리드 한스도티르

### 프랑스
- 샤를 아즈나부르
- 바르바라 (가수)
- 조르주 브라상
- 카를라 브루니
- 카미유 (가수)
- 밀렌 파르메르
- 장 페라
- 레오 페레
- 세르주 갱스부르
- 장자크 골드만
- 놀웬 르루아
- 조르주 무스타키
- 미셸 폴나레프
- 보리스 비앙
- 로랑 불지
- 인딜라

### 조지아
- 케이티 멜루아

### 독일
- 볼프 비어만
- 헤르베르트 그뢰네마이어
- 우도 린덴베르크
- 페터 마파이

### 그리스
- 데미스 루소스

### 과테말라
- 가비 모레노

### 아이슬란드
- 아우스게이르 트뢰스티
- 비요크
- 욘 소르 비르기손
- 에밀리아나 토리니

### 인도
- S. P. 발라수브라마냠
- 아샤 보슬
- 수니디 차우한
- 슈레야 고샬
- 네하 카카르
- 키쇼레 쿠마
- 라타 망게슈카르
- 팔라크 무츠할
- 우디트 나라얀
- 소누 니감
- 모하메드 라피
- A. R. 라만
- 알카 야그닉

### 인도네시아
- 마우디 아윤다

### 아일랜드
- 보노
- EDEN (음악가)
- 리사 해니건
- 글렌 핸사드
- 제마 헤이스
- 나일 호런
- 호지어
- 필 라이넛
- 밴 모리슨
- 시네이드 오코너
- 데미안 라이스

### 이스라엘
- 아히노암 니니

### 이탈리아
- 알리체 (가수)
- 클라우디오 발리오니
- 프랑코 바티아토
- 안드레아 보첼리
- 아드리아노 첼렌타노
- 루초 달라
- 파브리지오 데 안드레
- 엘리사 (이탈리아의 가수)
- 티지아노 페로
- 주케로 포나치아리
- 조바노티
- 잔나 난니니
- 도메니코 모두뇨
- 잔니 모란디
- 라우라 파우시니
- 리타 파보네
- 에로스 라마초티

### 자메이카
- 지미 클리프
- 밥 말리
- 데미언 말리
- 리타 말리
- 스티븐 말리
- 지기 말리
- 시즐라

### 말레이시아
- 수디르만 아르샤드
- P. 람리
- 유나 (말레이시아의 가수)

### 멕시코
- 아나 가브리엘
- 후안 가브리엘
- 호세 알프레도 히메네스
- 아구스틴 라라
- 아르만도 만사네로
- 카를라 모리손
- 소피아 레예스
- 콘수엘로 벨라스케스
- 훌리에타 베네가스

### 몰도바
- 단 벌란

### 네덜란드
- 로나 (가수)
- 아누크

### 뉴질랜드
- 대니얼 베딩필드
- 닐 핀
- 브룩 프레이저
- 로드 (가수)
- 제이미 맥델
- 빅 룽가
- 키스 어번
- 헤일리 웨스튼라

### 나이지리아
- 티와 세비지

### 노르웨이
- 오로라 (가수)
- 율리 베르간
- 아네 브룬
- 망네 푸루홀멘
- 모르텐 하르케
- 시셀 쉬르세뵈
- 마리트 라르센
- 손드레 레르케
- 에스펜 린
- 레네 말린
- 마리아 메나
- 마리온 라븐
- 아스트리드 S
- 이셀린 솔헤임
- 수산네 순푀르
- 폴 보크토르사보이
- 일비스

### 필리핀
- 샤론 쿠네타
- 글라이사 데 카스트로

### 폴란드
- 에디타 구르니아크

### 포르투갈
- 조제 아폰수
- 레오노르 안드라드
- 카롤리나 데즐란드스
- 마리자

### 푸에르토리코
- 파루코
- 호세 펠리시아노
- 루이스 폰시
- 카니 카르시아
- 리키 마틴
- 돈 오마르
- 카를로스 폰세
- 올가 타뇬
- 후안 벨레스
- 대디 양키

### 루마니아
- 알렉산드라 스탄
- 이나 (가수)
- 에드워드 마야

### 러시아
- 레나 카티나
- 예두아르트 힐
- 안드레이 마카레비치
- 불라트 오쿠자바
- 빅토르 초이
- 블라디미르 비소츠키

### 스페인
- 미겔 보세
- 엔리케 이글레시아스
- 훌리오 이글레시아스
- 유이스 야흐
- 후안 마누엘 세라

### 스웨덴
- 퓨디파이
- 베이스헌터
- 미카엘 오케르펠트
- 마리에 프레드릭슨
- 페르 게슬레
- 난네 그뢴발
- 랄레
- 자라 라르손
- 뤼케 리
- 리사 미스코프스키
- 로빈 (가수)
- 안나 테른헤임

### 스위스
- 멜라니 르네

### 영국
- 아델
- 릴리 앨런
- 이언 앤더슨
- 가브리엘 애플린
- 조앤 아머트레이딩
- 릭 애스틀리
- 케빈 에이어스
- 게리 발로
- 시드 배럿
- 제임스 베이
- 제임스 블런트
- 데이비드 보위
- 사라 브라이트만
- 로슨 (밴드)
- 멜러니 브라운
- 케이트 부시
- 멜러니 C
- 에릭 클랩튼
- 도디 클라크
- 제시 제이
- 엘비스 코스텔로
- 레이 데이비스
- 크리스 드 버그
- 마리나 앤드 더 다이아몬즈
- 다이도 (가수)
- 시오반 도나히
- 도노반
- 닉 드레이크
- 더피
- 이언 듀리
- 페리 에드워즈
- 엘라 에어
- 조지 에즈라
- 메리앤 페이스풀
- 배리 깁
- 모리스 깁
- 데이비드 길모어
- 노엘 갤러거
- 앨버트 해먼드
- 로이 하퍼
- 조지 해리슨
- PJ 하비
- 이머전 히프
- 엘라 헨더슨
- 로빈 히치콕
- 트레버 혼
- 벤 하워드
- 하비 (잉글랜드의 가수)
- 엘튼 존
- 톰 존스 (가수)
- 베벌리 나이트
- 존 레논
- 리오나 루이스
- 셰어 로이드
- 커스티 맥콜
- 에이미 맥도널드
- 제인 말리크
- 로라 말링
- 조니 마
- 존 마틴 (음악가)
- 브라이언 메이
- 코너 메이너드
- 폴 매카트니
- 찰리 맥도널
- 미카 (가수)
- 게리 무어
- 제임스 모리슨 (가수)
- 모리세이
- 알렉시 머독
- 그레이엄 내시
- 니나 네즈빗
- 앤서니 뉼리
- 존 뉴먼
- 아이버 노벨로
- 길버트 오설리반
- 톰 오델
- 오지 오스본
- 마크 오언
- 네리나 팰럿
- 패신저 (가수)
- 리엄 페인
- 리앤 피노크
- 제리 래퍼티
- 에밀리 산데
- 제이 숀
- 에드 시런
- 루시 실바스
- 로버트 스미스 (음악가)
- 샘 스미스
- 캣 스티븐스
- 캣 스티븐스
- 알 스튜어트
- 조 스트러머
- 해리 스타일스
- 로저 테일러
- 제이드 설웰
- 레이 (1997년)
- 리처드 톰슨
- 루이 톰린슨
- KT 턴스톨
- 프랭크 터너
- 보니 타일러
- 셰인 워드
- 로저 워터스
- 로비 윌리엄스

### 미국
- 위키백과:신뢰할 수 있는 출처
- 위키백과:저작권 침해
- 위키백과:확인 가능
- 도움말:위키 문법으로 출처 밝히기/1
- 라이언 애덤스
- 트레이스 애드킨스
- 스티브 알비니
- 제이슨 올딘
- 그렉 올맨
- 토리 에이머스
- 아나스타시아 (가수)
- 로리 앤더슨
- 피오나 애플
- 아샨티 (가수)
- 애쉬 (가수)
- 패티 오스틴
- 진 오트리
- 호이트 액스턴
- 에리카 바두
- 존 바에즈
- 줄리앤 베이커
- 데벤드라 반하트
- 세라 버렐리스
- 벡 (음악가)
- 드레이크 벨
- 앨릭 벤저민
- 더크스 벤틀리
- 비욘세
- 다이앤 버치
- 크리스털 보어속스
- 솔자 보이
- 미셸 브랜치
- 스카일라 그레이
- 가스 브룩스
- 크리스 브라운
- 잭슨 브라운
- 피보 브라이슨
- 제프 버클리
- 팀 버클리
- T 본 버넷
- 콜비 컬레이
- J. J. 케일
- 테리 칼리어
- 글렌 캠벨
- 머라이어 캐리
- 브랜디 칼라일
- 버네사 칼턴
- 메리 채핀 카펜터
- 준 카터 캐시
- 조니 캐시
- 해리 채핀
- 트레이시 채프먼
- 빅 체스넛
- 루 크리스티
- 에릭 처치
- 시에라 (가수)
- 세인트 빈센트 (음악가)
- 켈리 클락슨
- 마크 콘
- 폴라 콜
- 주디 콜린스
- 숀 콜빈
- 해리 코닉 주니어
- 데이비드 쿡
- 샘 쿡
- 앨리스 쿠퍼
- 크리스 코넬
- 짐 크로치
- 데이비드 크로스비
- 크리스토퍼 크로스
- 셰릴 크로
- 빌리 레이 사이러스
- 마일리 사이러스
- 노아 사이러스
- 그레이 딜라일
- 라나 델 레이
- 제이슨 데룰로
- 존 덴버
- 닐 다이아몬드
- 아니 디프랭코
- 존 도 (음악가)
- 더 드림
- 밥 딜런
- 스티브 얼
- 베이비페이스 (음악가)
- 빌리 아일리시
- 멀리사 에더리지
- 로버타 플랙
- 댄 포글버그
- 존 포거티
- 벤 폴즈
- 글렌 프라이
- 레이디 가가
- 노엘 갤러거
- 마빈 게이
- 빈스 길
- 레슬리 고어
- 우디 거스리
- 멀 해거드
- 할시 (가수)
- 벤 하퍼
- 시에라 (가수)
- 에밀루 해리스
- 데비 해리
- 베스 하트
- 리치 헤이븐스
- 헌터 헤이스
- 지미 헨드릭스
- 돈 헨리
- 제임스 헷필드
- 로린 힐
- 크리스 힐먼
- 케리 힐슨
- 타일러 힐턴
- 티시 이노호사
- 시스코 휴스턴
- 재니스 이언
- 인디아 아리
- 제임스 잉그램
- 앨리슨 이라히타
- 크리스 아이작
- 본 이베어
- 자넷 잭슨
- 저메인 잭슨
- 마이클 잭슨
- 니키 잼
- 니키 진
- 웨일런 제닝스
- 주얼
- 빌리 조엘
- 잭 존슨 (음악가)
- 노라 존스
- 샤론 존스
- 몬텔 조던
- 타일러 조셉
- 로버트 얼 킨
- 토비 키스
- 켈리스
- 맬컴 데이비드 켈리
- R. 켈리
- 토리 켈리
- 앨리샤 키스
- 캐럴 킹
- 찰스 E. 킹
- 엘 킹
- 헤일리 기요코
- 앨리슨 크라우스
- 크리스 크리스토퍼슨
- 레니 크래비츠
- 미란다 램버트
- 레이 라몬테인
- 라우브
- 레드 벨리
- 에이모스 리
- 에이미 리
- 베서니 조이 렌즈
- 블레이크 루이스
- 리사 롭
- 케니 로긴스
- 데미 로바토
- 라일 로벳
- 마티 매과이어
- 타지 마할 (음악가)
- 멀리사 맨체스터
- 배리 매닐로
- 티나 마리
- 브루노 마스
- 멜라니 마르티네즈
- 리처드 막스
- 존 메이어
- 커티스 메이필드
- 제넷 매커디
- 리바 매킨타이어
- 팀 맥그로
- 로저 맥귄
- 넬리 매케이
- 보니 매키
- 로리 매케나
- 돈 맥클린
- 멜러니 사프카
- 브리짓 멘들러
- 이디나 멘젤
- 피아 미아
- 줄리아 마이클스
- 잉그리드 마이클슨
- 비 밀러
- 린마누엘 미란다
- 아나이스 미첼
- 켑모
- 모비
- 저넬 모네이
- 벤 무디
- 맨디 무어
- 제이슨 므라즈
- 숀 멀린스
- 케이시 머스그레이브스
- 애나 날릭
- 그레이엄 내시
- 맷 네이선슨
- 홀리 니어
- 윌리 넬슨
- 리키 넬슨
- 제니퍼 네틀스
- 랜디 뉴먼
- 조애나 뉴섬
- 스티비 닉스
- 해리 닐슨
- 노네임 (래퍼)
- 노토리어스 B.I.G.
- 로라 니로
- 코너 오버스트
- 올리비아 오브라이언
- 피니어스 오코넬
- 윌 올덤
- 토니 올러
- 조앤 오즈번
- 브래드 페이즐리
- 돌리 파튼
- 케이티 페리
- 매들린 페이루
- 리즈 페어
- 핏불 (래퍼)
- 진 피트니
- 독 포머스
- 캐사디 포프
- 마이크 포즈너
- 엘비스 프레슬리
- 트리스턴 프리티먼
- 마고 프라이스
- 프린스 (가수)
- 찰리 푸스
- 보니 레잇
- 오티스 레딩
- 루 리드
- 비비 렉사
- 트렌트 레즈너
- 조너선 리치먼
- 리한나
- 잭 데라로차
- 지미 로저스 (컨트리 가수)
- 올리비아 로드리고
- 식스토 로드리게스
- 헨리 롤린스
- 에미 로섬
- 토드 룬드그렌
- 리치 샘보라
- 닐 세다카
- 피트 시거
- 투팍 샤커
- 덩컨 셰이크
- 블레이크 셸턴
- 본다 셰퍼드
- 폴 사이먼
- 칼리 사이먼
- 니나 시몬
- 시스코 (가수)
- 사샤 슬론
- 엘리엇 스미스
- 패티 스미스
- 윌로 스미스
- 트레이 송즈
- 레지나 스펙터
- 크리스 스테이플턴
- 수프얀 스티븐스
- 스티븐 스틸스
- 마티 스튜어트
- 패트릭 스텀프
- 앨리슨 수돌
- 패트릭 스웨이지
- 테일러 스위프트
- 레이븐시몬
- SZA (가수)
- 코리 테일러
- 제임스 테일러
- 라이언 테더
- 로빈 시크
- 브라이슨 틸러
- 저스틴 팀버레이크
- 롭 토머스 (음악가)
- 크리스 탐린
- 메건 트레이너
- 알렉스 터너
- 몰리 터틀
- 샤니아 트웨인
- 스티븐 타일러
- 어셔
- 그레이스 밴더월
- 수잔 베가
- 저스틴 버논
- 세컨드핸드 세레나데
- 루던 웨인라이트 3세
- 톰 웨이츠
- 서머 워커
- 독 왓슨
- 릴 웨인
- 티에라 왝
- 잭 화이트
- 모리스 화이트
- 행크 윌리엄스
- 행크 윌리엄스 주니어
- 퍼렐 윌리엄스
- 그레천 윌슨
- 빌 위더스
- 바비 워맥
- 레이철 야마가타
- 드와이트 요아캄
- 닐 영
- 프랭크 자파
- 제레미 주커

## 작곡과 노래를 병행하는 다른 사람들
다음은 전통적인 의미의 싱어송라이터는 아니지만 다른 장르의 곡을 작곡하고 연주하는 연주자들이다. 여기에는 주로 솔로이스트가 아닌 밴드 멤버로 더 잘 알려진 아티스트가 포함된다.

### 오스트레일리아
- 티나 아레나
- 시아 (가수)
- 이기 아젤리아
- 케이시 체임버스
- 마이클 허친스
- 제시카 모보이
- 카일리 미노그
- 본 스콧
- 가이 서배스천
- 코디 심프슨
- 앵거스 앤 줄리아 스톤

### 보스니아 헤르체고비나
- 디노 메를린

### 캐나다
- 브라이언 애덤스
- 저스틴 비버
- 앨릭스 존슨
- 다니엘 라누아
- 제임스 라브리에
- 게디 리
- 고든 라이트풋
- 숀 멘데스
- 앨러니스 모리세트
- 앨레나 마일스
- 로비 로버트슨
- 버피 세인트 마리
- 스카이 스윗남
- 닐 영
- 알레시아 카라

### 칠레
- 톰 아라야

### 중국
- 레이 (가수)

### 덴마크
- 쉬스 비에레
- 아나 다비드
- 팔룰라
- 에멜리에 데 포레스트
- 햘마르와 잉게보르그
- 킹 다이아몬드
- 메디나
- MØ
- 오 랜드
- 아그네스 오벨
- 나타샤 사드
- 키라 스코우
- 마이크 트램프
- 티모 톨키

### 핀란드
- 빌레 발로

### 프랑스
- 자지 (가수)

### 독일
- 우도 디르크슈나이더
- 클라우스 마이네

### 홍콩
- 린쯔샹

### 아이슬란드
- 비요크

### 인도
- A. R. 라만

### 아일랜드
- 보노
- 에냐
- 나일 호런

### 이탈리아
- 주케로 포나치아리

### 일본
- Aimer
- 아베 마오
- Aiko (가수)
- 안젤라 아키
- 안도 유코 (가수)
- CHARA
- Cocco
- CooRie
- 에노모토 구루미
- 후쿠야마 마사하루
- GACKT
- 하마사키 아유미
- 하타 모토히로
- 히라이 켄
- Hyde (음악가)
- 이에이리 레오
- 이이지마 마리
- 이나바 코시
- 이노우에 요스이
- 이즈미야 시게루
- 카와시마 아이
- KOKIA
- 코다 쿠미
- 쿠라키 마이
- 구와타 게이스케
- OLIVIA (일본의 가수)
- 마키하라 노리유키
- 마츠토야 유미
- Miwa (가수)
- 모리쿠보 쇼타로
- 나카지마 미유키
- 나카지마 유토
- 오하라 사쿠라코
- 오쿠다 다미오
- 오니츠카 치히로
- 오오츠카 아이
- 사이토 유키 (1966년)
- 사카모토 마아야
- 시바타 준
- 시이나 링고
- 스가 시카오
- Hey! Say! JUMP
- 타케우치 마리야
- 우타다 히카루
- 야이다 히토미
- 야쿠시마루 에츠코
- 야마모토 마리아
- 야마시타 타츠로
- 야노 아키코
- 요시다 타쿠로
- YUI (가수)

### 말레이시아
- 유나 (말레이시아의 가수)

### 뉴질랜드
- 닐 핀
- 로드 (가수)
- 제이미 맥델
- 빅 룽가
- 스탠 워커
- 헤일리 웨스튼라

### 파키스탄
- 나디아 알리
- 이크발 바노
- 누스라트 파테 알리 칸
- 알리 자파르

### 필리핀
- 프레디 아길라
- 크리스천 바우티스타
- 제이크 자이러스
- 엥 콘스탄티노
- 빌리 크로퍼드
- 샤론 쿠네타
- 사라 헤로니모
- 메인 멘도사
- 모리셋 아몬
- 카일리 파디야
- ASAP (텔레비전 프로그램)
- 레히네 벨라스케스

### 루마니아
- 알렉산드라 스탄

### 세르비아
- 보라 도르제비치

### 싱가포르
- 임준걸
- 쑨옌쯔

### 남아프리카 공화국
- 자니 클레그
- 셰키나

### 대한민국
- 에일리
- 방용국
- 보아
- 조용필
- 임창정
- 진영 (1991년)
- 정용화
- 강승윤
- 방찬
- 강타
- 김C
- 김동률
- 문희준
- 김종서 (가수)
- 김광석
- 김재중
- 김준수 (가수)
- 김사랑 (가수)
- 이종현 (가수)
- 이적 (가수)
- MC 스나이퍼
- 더원 (가수)
- 박효신
- 비 (가수)
- 서태지
- 신해철
- 신승훈
- 타블로
- 휘성
- 윤종신
- 유희열
- RM (래퍼)
- 진 (가수)
- 슈가 (래퍼)
- 제이홉
- 지민 (가수)
- 뷔
- 정국 (가수)
- 지드래곤
- T.O.P
- Young K
- EaJ
- JAY B
- B.I
- BOBBY (래퍼)
- 지코
- 소연 (1998년)
- 후이
- 범주 (가수)
- 강승윤
- 송민호
- 박경
- LE (가수)
- 채영 (가수)
- 엘키
- 태용
- 마크 (1999년)
- 재민
- 온유
- 종현
- Key (가수)
- 민호
- 태민
- 주헌
- 원호 (가수)
- 솔라 (가수)
- 문별
- 휘인
- 화사
- 청하 (가수)
- 박진영
- 제시 (가수)
- 싸이
- 아이유
- 에릭 남
- 찬열
- 수호 (1991년)
- 백현 (가수)
- 첸 (가수)
- 세훈
- 옥택연
- Jun. K
- 우영
- 닉쿤
- 준호
- 찬성 (가수)
- 엠버 (가수)
- 임다미
- 현아
- 헨리 (가수)

### 스웨덴
- 앙네타 펠트스코그
- 아이코나 팝
- 토베 로

### 대만
- 장위성
- 장전웨
- 쉬자잉
- 천치전
- 타오저
- 차이민유
- 에이린 (타이완의 가수)
- 저우제룬
- 우커췬
- 톈푸전
- 왕리훙
- 채의림
- 판웨이보
- 비비언 수
- 저우탕하오
- 저우싱저

### 튀르키예
- 세젠 악수
- 카야한
- 타르칸

### 영국
- 샤데이 아두
- 데이먼 알반
- 이언 앤더슨
- 존 앤더슨 (음악가)
- 게리 발로
- 시드 배럿
- 블레이즈 베일리
- 너태샤 베딩필드
- 아드리안 벨류
- 아멜 베레바
- 제임스 블런트
- 데이비드 보위
- 사라 브라이트만
- 케이샤 뷰캐넌
- 무트야 부에나
- 제이크 버그
- 케이트 부시
- 에릭 클랩튼
- 필 콜린스
- 털리사 콘토스타블로스
- 엘비스 코스텔로
- 데이비드 커버데일
- 찰리 XCX
- 레이 데이비스
- 마리나 앤드 더 다이아몬즈
- 폴 디애노
- 브루스 디킨슨
- 피트 도허티
- 도노반
- 조 엘리엇
- 메리앤 페이스풀
- 피터 가브리엘
- 리암 갤러거
- 노엘 갤러거
- 배리 깁
- 모리스 깁
- 로빈 깁
- 이언 길런
- 데이비드 길모어
- 게리 글리터
- 엘리 골딩
- 롭 핼퍼드
- 피터 해밀
- 캘빈 해리스
- 조지 해리슨
- 이머전 히프
- 이언 헌터
- 제시 제이
- 조 잭슨 (음악가)
- 믹 재거
- 엘튼 존
- 데이비드 노플러
- 마크 노플러
- 그렉 레이크
- 사이먼 르 봉
- 레미 킬미스터
- 존 레논
- 리오나 루이스
- 게리 라이트보디
- 두아 리파
- 셰어 로이드
- 제프 린
- 폴 매카트니
- 크리스틴 맥비
- 셜리 맨슨
- 제인 말리크
- 브라이언 메이
- 프레디 머큐리
- 조지 마이클
- 모리세이
- 케이트 내시
- 존 뉴먼
- 리처드 오브라이언
- 리타 오라
- 마크 오언
- 오지 오스본
- 리엄 페인
- 로버트 플랜트
- 하이디 레인지
- 팀 라이스
- 키스 리처즈
- 개빈 로즈데일
- 에밀리 산데
- 샘 스미스
- 링고 스타
- 알 스튜어트
- 로드 스튜어트
- 스팅 (가수)
- 조스 스톤
- 조 스트러머
- 해리 스타일스
- 로저 테일러
- 루이 톰린슨
- 알렉스 터너
- 톰 벡
- 로저 워터스
- 플로렌스 앤 더 머신
- 폴 웰러
- 존 웨튼
- 킴 와일드
- 리처드 라이트 (음악가)
- 톰 요크
- 윌 영

### 미국
- 50 센트
- 라이언 애덤스
- 크리스티나 아길레라
- 프리실라 안
- 나디아 알리
- 그렉 올맨
- 피오나 애플
- 데이비드 아출레타
- 빌리 조 암스트롱
- 루이 암스트롱
- 진 오트리
- 프랜체스카 바티스텔리
- 벡 (음악가)
- 월터 베커
- 조이 벨라돈나
- 척 베리
- 비욘세
- 마이클 볼튼
- 존 본 조비
- 가스 브룩스
- 잭슨 브라운
- 피보 브라이슨
- 린지 버킹엄
- 폴 버터필드
- 데이비드 번
- 라이언 카브레라
- 제리 캔트렐
- 머라이어 캐리
- 에릭 카먼
- 피터 세테라
- 빌 챔플린
- 트레이시 채프먼
- 셰어 (가수)
- 게리 셰론
- 켈리 클락슨
- 커트 코베인
- 빌리 코건
- 크리스 코넬
- 조너선 콜턴
- 로버트 크레이
- 피터 크리스
- 데이비드 크로스비
- 셰릴 크로
- 리버스 쿼모
- 마일리 사이러스
- 조나단 데이비스
- 하위 데이
- 톰 델론지
- 존 덴버
- 닐 다이아몬드
- 보 디들리
- 로니 제임스 디오
- 디온 디무치
- 윌리 딕슨
- 헤일리 더프
- 힐러리 더프
- 숀 더피
- 프레드 더스트
- 밥 딜런
- 대니 엘프먼
- 에미넴
- 글로리아 에스테판
- 도널드 페이건
- 돈 펠더
- 퍼기
- 브랜던 플라워스
- 존 포거티
- 댄 포글버그
- 벤 폴즈
- 에이스 프레일리
- 글렌 프라이
- 존 프루시안테
- 베키 G
- 레이디 가가
- 데이비드 게이츠
- 글로리아 게이너
- 배리 깁
- 모리스 깁
- 로빈 깁
- 벤 기버드
- 빌리 기본스
- 셀레나 고메즈
- 아리아나 그란데
- 크리스티나 그리미
- 데이브 그롤
- 버디 가이
- 새미 헤이거
- 벤 하퍼
- 데비 해리
- 소피 B. 호킨스
- 에인절 헤이즈
- 레번 헬름
- 로건 헨더슨
- 지미 헨드릭스
- 돈 헨리
- 제임스 헷필드
- 버디 홀리
- 마크 호퍼스
- 제임스 잉그램
- 앨런 잭슨
- 자넷 잭슨
- 마이클 잭슨
- 제이Z
- 로버트 존슨
- 조조 (가수)
- 조 조너스
- 케빈 조너스
- 닉 조너스
- 재니스 조플린
- 타일러 조셉
- 메이너드 제임스 키넌
- R. 켈리
- 케샤
- 앨리샤 키스
- 앤서니 키디스
- 보비 킴볼
- B.B. 킹
- 캐럴 킹
- 애덤 램버트
- 레이 라몬테인
- 신디 로퍼
- 버니 리던
- 베서니 조이 렌즈
- 자레드 레토
- 애덤 리바인
- 리사 롭
- 케니 로긴스
- 린제이 로한
- 데미 로바토
- 코트니 러브
- 라일 로벳
- 로스 린치
- 로레타 린
- 벤지 매든
- 조엘 매든
- 마돈나
- 케이틀린 메이어
- 에이미 맨
- 마릴린 맨슨
- 캣 파워
- 리처드 막스
- 제임스 매슬로
- 데이브 매슈스
- 존 메이어
- 에드윈 매케인
- 제시 매카트니
- 마이클 맥도널드 (음악가)
- 존 맥래플린
- 캐서린 맥피
- 랜디 마이즈너
- 존 멜런캠프
- 어맨다 미샤카
- 앨리 미샤카
- 스티브 밀러
- 니키 미나즈
- 짐 모리슨
- 데이브 머스테인
- 티페인
- 넬리
- 마이클 네스미스
- 마이크 네스
- 랜디 뉴먼
- 니요
- 스티비 닉스
- 노토리어스 B.I.G.
- 저스틴 노즈카
- 테드 뉴전트
- 릭 오케이섹
- 로이 오비슨
- 조앤 오즈번
- 벅 오언스
- 데이비드 페이치
- 마이크 패튼
- 카를로스 페나 주니어
- 크리스티나 페리
- 케이티 페리
- 린다 페리
- 톰 페티
- 핑크 (가수)
- 레이철 플래튼
- 파피
- 프린스 (가수)
- 라킴
- 조디 화이트
- 레드푸
- 헤일리 라인하트
- 비비 렉사
- 트렌트 레즈너
- 라이오넬 리치
- 스모키 로빈슨
- 잭 데라로차
- 식스토 로드리게스
- 케니 로저스
- 액슬 로즈
- 데이비드 리 로스
- 토드 룬드그렌
- 리언 러셀
- 켄들 슈밋
- 티머시 B. 슈미트
- 빅 숀
- 드루 실리
- 밥 시거
- 셀레나
- 덩컨 셰이크
- 진 시몬스 (음악가)
- 폴 사이먼
- 애슐리 심슨
- 헬렌 슬레이터
- 마이클 W. 스미스
- J. D. 사우더
- 브리트니 스피어스
- 브루스 스프링스틴
- 레인 스테일리
- 폴 스탠리
- 제프리 스타
- 그웬 스테파니
- 스티븐 스틸스
- 바브라 스트라이샌드
- 리베카 슈거
- 도나 서머
- 테일러 스위프트
- 제임스 테일러
- 롭 토머스 (음악가)
- 저스틴 팀버레이크
- 애슐리 티스데일
- 메건 트레이너
- 조 린 터너
- 콘웨이 트위티
- 스티븐 타일러
- 캐리 언더우드
- 에디 베더
- 케이트 보겔레
- 톰 웨이츠
- 조 월시
- 카니예 웨스트
- 폴 웨스터버그
- 잭 화이트
- 모리스 화이트
- 윌 아이 앰
- 헤일리 윌리엄스
- 조지프 윌리엄스
- 폴 윌리엄스 (송라이터)
- 브라이언 윌슨
- 스티비 원더
- 위어드 알 얀코빅
- 스티븐 밴 잰트
- 도니 반 잰트
- 조니 반 잰트
- 로니 반 잰트
- 프랭크 자파
- 젠데이아
- 롭 좀비

### 베트남
- 선뚱 M-TP

## 같이 보기
- 음악가 목록